# RTAI
RTAI és l'acrònim de Real Time Application Interface és una extensió del nucli de Linux per a Temps real desenvolupada pel DIAPM ("Dipartimento di Ingegneria Aerospaziale - Politecnico di Milano") basada originalment en RTLinux.
Xenomai, antigament "RTAI/Fusion", és un projecte sorgit del col·lectiu de RTAI, amb molts elements comuns amb l'original, amb l'objectiu d'aconseguir una major portabilitat i integració amb Linux en la versió modificada pel pedaç RT_PREEMPT de Ingo Molnar que augmenta les capacitats de temps real de Linux.
RTAI es manté com a projecte per a les aplicacions de temps real més estricte.
Inicialment RTHAL (part del projecte) era emprat per interceptar les interrupcions del maquinari i processar-les. Això comportava fer pedaços al Linux per a cada versió. En aparèixer Adeos va ser adoptat com a hipervisor, per a alliberar-se de la feina de fer els pedaços del Linux. Addicionalment això els allibera de reclamacions per patents sobre el sistema de temps real emprat prèviament.